# Нитаб
Нитаб — село (аул) в Шамильском районе Дагестана. Входит в состав сельского поселения «Сельсовет „Куанибский“».

## Географическое положение
Расположено в 11 км к северо-востоку от районного центра села Хебда.

## Население
| 1888 | 1895 | 1926 | 1939 | 1970 | 1989 | 2002 |
| ---- | ---- | ---- | ---- | ---- | ---- | ---- |
| 156  | ↗164 | ↘153 | ↗212 | ↘152 | ↗174 | ↗180 |
| 2010 | 2021 |      |      |      |      |      |
| ↗234 | ↗312 |      |      |      |      |      |